# Second Heat
Second Heat es el segundo álbum de estudio de la banda estadounidense de heavy metal Racer X, publicado en 1987 por Shrapnel Records. Es la primera producción con el guitarrista Bruce Bouillet y el baterista Scott Travis, que ingresó el año anterior como sustituto de Harry Gschoesser. Dentro del listado de canciones se encuentra una versión de «Moonage Daydream» de David Bowie y «Heart of a Lion» de Judas Priest. Esta última canción fue grabada por la banda británica para el álbum Turbo, pero finalmente no se incluyó en la producción. Cabe señalar que el tema fue un obsequio de cumpleaños que le dio Rob Halford a Jeff Martin, puesto que eran amigos hace años, aunque sin el consentimiento de K.K. Downing y Glenn Tipton.

## Comentarios de la crítica
Tras su lanzamiento recibió reseñas positivas de parte de la prensa especializada. Andy Hinds de AllMusic consideró que era mejor que su predecesor y lo describió como «uno de los discos con duelos de guitarras más increíbles jamás grabados». De igual manera, elogió a la sección rítmica de Juan Alderete y Scott Travis por «ser uno de los más formidables». En 1987, Holger Stratmann de la revista alemana Rock Hard lo citó como un «trabajo muy convincente, que también puede presumir de una producción inusualmente impresionante». Además, indicó que «Gilbert sería el primer guitarrista de Shrapnel que se hará un nombre por sí mismo más allá del círculo de los monstruos de la guitarra». El escritor canadiense Martin Popoff le otorgó una calificación de cinco sobre diez y destacó, como lo más memorable, el cover de «Heart of a Lion». Por su parte, en 2005 la revista Rock Hard lo situó en el puesto 480 de su lista de los 500 mejores álbumes de rock y metal de todos los tiempos.

## Lista de canciones
| N.º | Título                                    | Escritor(es)                            | Duración |  |
| 1.  | «Sacrifice»                               | Gilbert, Martin                         | 4:03     |  |
| 2.  | «Gone Too Far»                            | Gilbert, Martin                         | 2:55     |  |
| 3.  | «Scarified» (instrumental)                | Gilbert, Travis                         | 2:40     |  |
| 4.  | «Sunlit Nights»                           | Gilbert, Martin, Bouillet               | 3:35     |  |
| 5.  | «Hammer Away»                             | Gilbert, Martin                         | 3:44     |  |
| 6.  | «Heart of a Lion» (cover de Judas Priest) | Glenn Tipton, K.K. Downing, Rob Halford | 4:04     |  |
| 7.  | «Motor Man»                               | Gilbert, Martin, Bouillet               | 3:46     |  |
| 8.  | «Moonage Daydream» (cover de David Bowie) | David Bowie                             | 3:30     |  |
| 9.  | «Living the Hard Way»                     | Gilbert, Dave Gonzalez                  | 3:33     |  |
| 10. | «Lady Killer»                             | Gilbert, Martin, Bouillet               | 4:01     |  |

## Músicos
- Jeff Martin: voz
- Paul Gilbert: guitarra
- Bruce Bouillet: guitarra
- Juan Alderete: bajo
- Scott Travis: batería

Músico invitado
- Mike Mani: teclados en las canciones «Sunlit Nights» y «Heart of a Lion»